# Кертли Бејл
Кертли Бејл (енгл. Kurtley Beale; 6. јануар 1989) је професионални аустралијски рагбиста и један од најбољих бекова на јужној хемисфери.

## Биографија
Висок 184 цм, тежак 90 кг, Бејл је повремено играо аријера или отварача, али примарна позиција му је број 12 - први центар (енгл. Inside centre). У каријери је играо за Вестерн Сиднеј ремсе, Грејтер Сиднеј ремсе, Мелбурн Ребелсе, а тренутно игра за НЈВ Варатаси. За репрезентацију Аустралије је одиграо 56 тест мечева и постигао 118 поена.